# Stéphanite (minéral)
« Argent noir » redirige ici. Pour les autres significations, voir Économie souterraine.
Pour les articles homonymes, voir Stéphanite.
La stéphanite est une espèce minérale de la famille des sulfosels, contenant de l'antimoine et de l'argent, de formule Ag5SbS4 avec des traces d'arsenic, cuivre et fer.

## Historique de la description et appellations

### Inventeur et étymologie
Décrite par Wilhelm Karl Ritter von Haidinger en 1845. Dédiée à l'archiduc Stéphane d'Autriche (Étienne de Habsbourg-Lorraine, 1817-1867), ancien directeur des mines. Les cristaux peuvent atteindre 6 cm en taille.

### Topotype
Freiberg, Erzgebirge, en Saxe, Allemagne

### Synonymie
- Argent fragile
- Argent noir
- Argent sulfuré fragile, terme commun avec la pyrargyrite
- Psaturose François Sulpice Beudant (1832)

## Caractéristiques physico-chimiques

### Cristallographie
- Paramètres de la maille conventionnelle : a = 7,793 Å, b = 12,295 Å, c = 8,506 Å, Z = 4; V = 815,00 Å3
- Densité calculée = 6,43 g/cm3

## Gîtes et gisements

### Gîtologie et minéraux associés
GîtologieDans les veines hydrothermales des dépôts d’argent.
Minéraux associésproustite, acanthite, argent natif, tétraédrite, galène, sphalérite, pyrite.

### Gisements producteurs de spécimens remarquables
- Allemagne
  - Neue Hoffnung Gottes Mine, Freiberg, Erzgebirge, en Saxe[4]
  - Grube Gnade Gottes, St Andreasberg, Revier St Andreasberg, Harz, Basse Saxe[5]
- Canada
  - Mine d'Husky, Elsa, Galena Hill, Mayo Mining District, Yukon[6]
- France 
  - Chessy-les-Mines, Rhône-Alpes[7]
  - Mine de Fontsante, Tanneron, Var[8]
  - Filon des Anglais (Filon de la Minayre, Suc de l'Église), Lubilhac, Haute-Loire[9]
- Mexique
  - Mina las Chipas, Arizpe, Mun. de Arizpe, Sonora[10]

## Exploitation des gisements
UtilisationsMinerais d'argent.

## Galerie

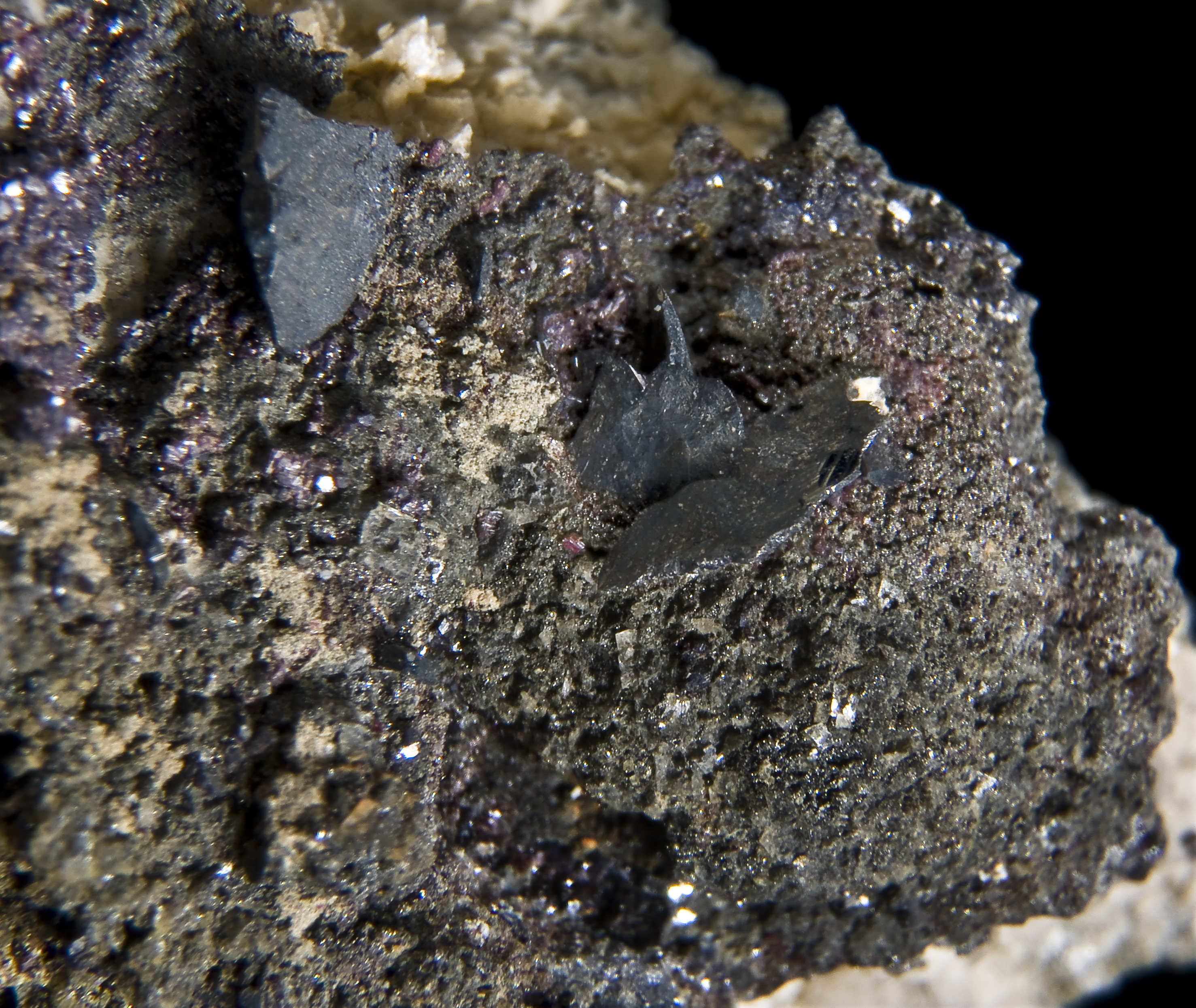
Stéphanite et pyrargirite - Grube Gnade Gottes, St Andreasberg, Allemagne (xx 2 mm)
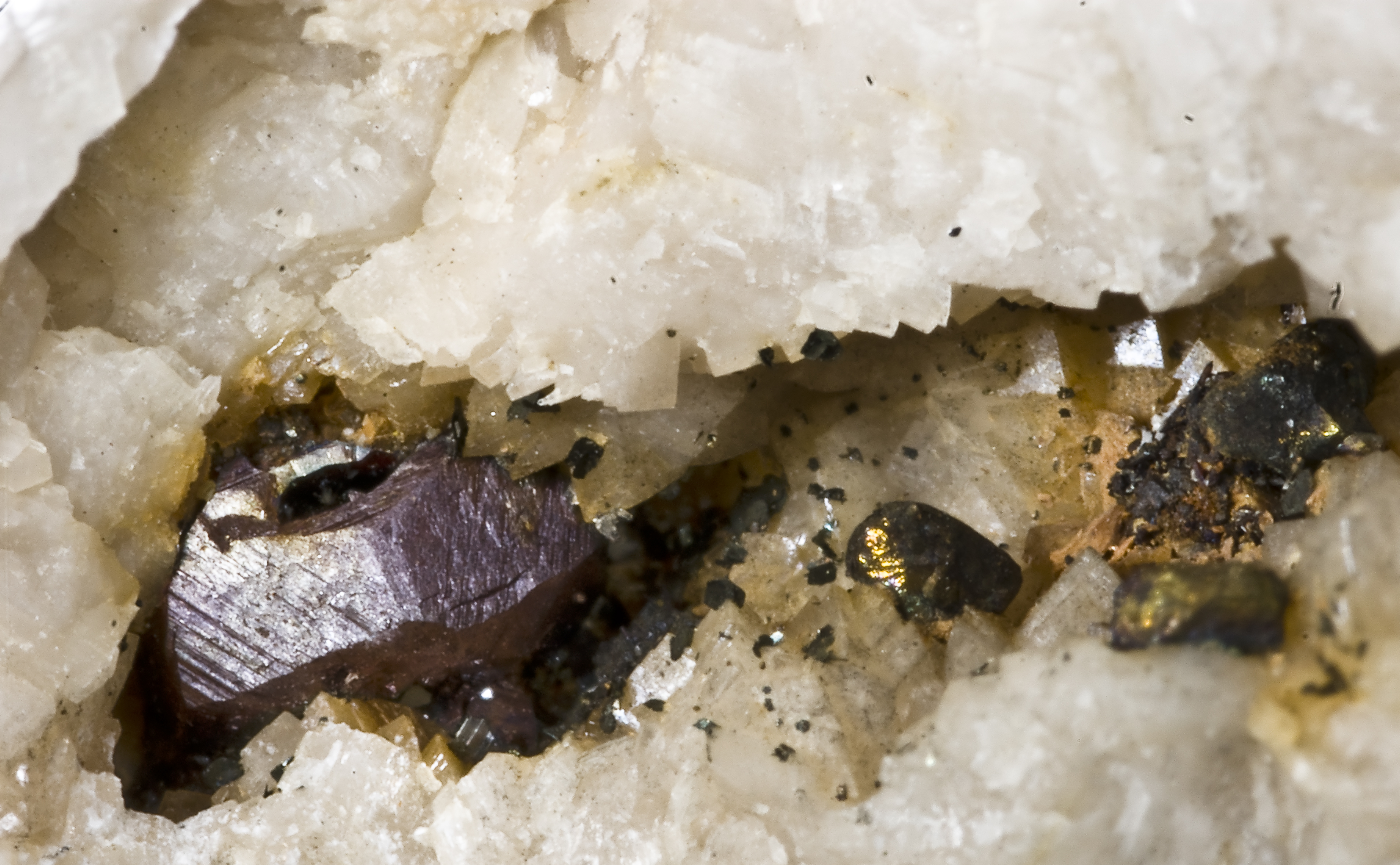
Pyrargyrite, Ankérite et stéphanite - Saxe Allemagne (Vue 1,5 cm)